# Callipallene phantoma
Callipallene phantoma är en havsspindelart som först beskrevs av Dohrn, A. 1881.  Callipallene phantoma ingår i släktet Callipallene och familjen Callipallenidae. Arten har ej påträffats i Sverige. Inga underarter finns listade.